# پری، سوئیس
شهر پری   در بخش لوزان  در ایالت وو در کشور سوئیس  واقع شده‌است که  ۱۰٬۷۰۰ نفر جمعیت دارد.